# Rive droite

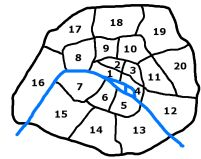
Seina dělí Paříž na dvě nestejné části

Rive droite (francouzsky Pravý břeh) je označení převážně severní části města Paříže nacházející se na pravém břehu řeky Seiny.
Na rozdíl od levého břehu, kde se nachází mnoho škol v Latinské čvtvrti, a která má proto intelektuální charakter, je pravý břeh známý více pro svůj obchod a finance. Leží zde např. obchodní čtvrtě Quartier des Halles a Le Sentier nebo Palais Brongniart, tradiční sídlo Pařížské burzy.

## Rozdělení města
Na pravém břehu leží následující pařížské obvody:
- 1. obvod (kromě ostrova Cité)
- 2. obvod
- 3. obvod
- 4. obvod (kromě ostrovů Cité a Sv. Ludvíka)
- 8. obvod
- 9. obvod
- 10. obvod
- 11. obvod
- 12. obvod
- 16. obvod
- 17. obvod
- 18. obvod
- 19. obvod
- 20. obvod